# 伊呂波唄
伊呂波唄（日语：／ Iroha Uta）是2009年2月11日由上載於NICONICO動畫的原創歌曲，由鏡音鈴主唱、作詞作曲、riria009繪圖、あちゃ製作動畫，截至2010年8月1日有超過86萬人觀看。收錄於《Vocalogenesis》等商業、同人CD中。
歌曲中出現的及兩句歌詞，以及動畫中多次出現的這樣一段文字：
| いろはにほへと ちりぬるを わかよたれそ つねならむ うゐのおくやま けふこえて あさきゆめみし ゑひもせす |

均來自日本古歌《伊呂波歌》。